# 苦行記
《苦行记》（英語：Roughing It）是马克·吐温的一部半自传体小说，描写了他1861年～1866年间在美国西部的冒险生活。
该书由美国HarPer ＆ Brothers 出版公司于1872年2月初版发行。内容分为七十九章：前二十章写“我”随刚被任命为内华达准州州务秘书的哥哥奥里昂乘驿车前去赴任的旅途见闻；中间的四十一章写“我”在美国西部的冒险日子、参加淘金活动和当记者的生涯；后十六章写“我”的夏威夷之行；最后两章写“我”从夏威夷回到美国后在各地演讲旅行的情形。